# Jean Hamilius
Jean Hamilius (ur. 5 lutego 1927 w Luksemburgu) – luksemburski polityk, menedżer i lekkoatleta, poseł do Izby Deputowanych, w latach 1974–1977 minister rolnictwa i robót publicznych, od 1979 do 1982 eurodeputowany I kadencji.

## Życiorys
Syn Émile Hamiliusa (1897–1971), lekkoatlety i wieloletniego burmistrza Luksemburga. W czasie II wojny światowej przymusowy pomocnik w Luftwaffe. Od 1944 działał w ruchu oporu, był również tłumaczem wojsk amerykańskich. Od 1946 do 1950 studiował w Solvay Brussels School of Economics and Management w ramach Université Libre de Bruxelles, następnie przez rok na Uniwersytecie Cornella. Pracował w rodzinnym przedsiębiorstwie i grupie ARBED, zasiadał w radzie nadzorczej Luxair. Następnie założył przedsiębiorstwo zajmujące się księgowością i audytem. Działał też jako menedżer banków oraz funduszy inwestycyjnych (m.in. Crédit Européen). W latach 40. i 50. był aktywnym lekkoatletą, na igrzyskach olimpijskich w Helsinkach w 1952 uczestniczył w biegu na 400 metrów oraz sztafecie 4 × 400 metrów.
W 1948 należał do założycieli młodzieżówki Jeunesse démocrate et libérale, wstąpił do Grupy Patriotycznej i Demokratycznej. W 1968 został członkiem jej następczyni Partii Demokratycznej; od 1967 do 1975 zajmował fotel sekretarza generalnego DP. Od 1969 do 1974 pozostawał radnym miasta Luksemburg, a w latach 1968–1974 i 1979–1987 posłował w Izbie Deputowanych. Od czerwca 1974 do września 1977 był ministrem rolnictwa i robót publicznych, następnie do lipca 1979 wiceministrem spraw zagranicznych i handlu zagranicznego.
W 1979 kandydował do Parlamentu Europejskiego, mandat uzyskał 18 lipca tegoż roku w miejsce Gastona Thorna. Przystąpił do grupy liberalno-demokratycznej. Od 1980 do 1982 zasiadał jako kwestor w prezydium PE, zaś od 1981 do 1982 był wiceprzewodniczącym frakcji. Należał do Komisji ds. Środowiska Naturalnego, Zdrowia Publicznego i Ochrony Konsumentów oraz Komisji ds. Kontroli Budżetu. W 1981 odrzucił propozycję burmistrzowania w Luksemburgu. Z mandatu europosła zrezygnował 14 stycznia 1982. W późniejszym okresie opublikował książki wspomnieniowe.
Kawaler Orderu Zasługi Wielkiego Księstwa Luksemburga (2008).